# Colle Nord
 Il Colle Nord (in cinese 北坳, pinyin: Běi Ào; in tibetano Chang La) è l'ampia sella montana che unisce l'Everest al Changtse; si trova sulla cresta che scende a nord della vetta più alta del mondo, interamente in territorio tibetano, nella Repubblica Popolare Cinese. Il passo è il punto più elevato della lingua orientale del ghiacciaio Rongbuk.

## Storia
Il passo fu individuato per la prima volta durante la spedizione britannica all'Everest del 1921, quando George Mallory e Guy Bullock esplorarono il ghiacciaio Rongbuk, ad ovest di esso, e si accorsero che la via più percorribile passava proprio per quella sella, che dalla loro posizione non potevano raggiungere. I due si spostarono in un'altra valle più a sud, ma non trovarono l'accesso al Colle Nord; alla fine furono costretti a scavalcare il Lhakpa La. Il 20 settembre 1921 Mallory, Bullock ed Edward Wheeler riuscirono a raggiungere il passo, ma non furono in grado di proseguire oltre.
La via del Colle Nord individuata da Mallory fu il teatro di tutte le spedizioni britanniche svoltesi dal 1921 al 1938. Dopo la seconda guerra mondiale il Tibet chiuse l'accesso agli stranieri, mentre al contrario il Nepal apriva le sue frontiere; fu quindi necessario trovare una nuova via di salita, che fu individuata dalle esplorazioni di Bill Tilman ed Eric Shipton attraverso il ghiacciaio Khumbu e il Colle Sud. La prima salita all'Everest dal Colle Nord attraverso la cresta nord-est fu compiuta il 25 maggio 1960 dai cinesi Wang Fu-chou e Chu Yin-hua e dal tibetano Gongbu.